# Nasze marzenia o zmierzchu
Nasze marzenia o zmierzchu (jap. しまなみ誰そ彼 Shimanami tasogare) – manga autorstwa Yuhki Kamatani. Głównym bohaterem jest Tasuku Kaname, nastoletni gej, który poznaje lokalną społeczność LGBT po byciu wyoutowanym w szkole. Manga wychodziła w wydawanym przez Shōgakukan magazynie „Hibana” od 2015 do 2017 i w aplikacji Manga One od 2017 do 2018. Shōgakukan wydał komiks jako cztery wydania zbiorcze w imprincie Big Comics Special. W Polsce wydania zbiorcze wydało Dango.

## Fabuła
Akcja toczy się w Onomichi w prefekturze Hiroszima. Uczeń liceum Tasuku Kaname przygotowuje się do popełnienia samobójstwa po tym, jak jego koledzy z klasy odkrywają na jego telefonie gejowskie wideo. Tuż przed dokonaniem samego aktu widzi, jak tajemnicza osoba wyskakuje przez okno, jednak okazuje się, że jest ona cała i zdrowa w budynku, z którego skoczyła. Tasuku odkrywa, że budynek jest otwartą „Przystanią”, w której spotyka innych ludzi z różnymi problemami i uczy się akceptować swoją seksualność.

## Bohaterowie
Tasuku Kaname (jap. 要 介 Kaname Tasuku)
Główny bohater. Zamknięty w sobie uczeń liceum Shimanami i członek klubu tenisa stołowego. Podoba mu się Tohma Tsubaki, członek szkolnej drużyny siatkówki.
Pani X (jap. 誰かさん Dareka-san)
Tajemnicza i skryta kobieta, która jest właścicielką Przystani. Później okazuje się, że jest aseksualna (i aromantyczna).
Tachibana (jap. 橘)
Kolega Tasuku z klubu tenisa stołowego.
Haruko Daichi (jap. 大地 春子 Daichi Haruko)
Członkini Przystani, który pracuje w Kociej Ferajnie - organizacji non-profit zajmującej się renowacją pustych domów w Onomichi. Jest lesbijką, w związku z Saki.
Saki (jap. 早輝)
Członkini Przystani. Jest lesbijką, w związku z Haruko.
Utsumi (jap. 内海)
Członek Przystani, który pracuje w Kociej Ferajnie. Później okazuje się, że jest transpłciowym mężczyzną.
Pan Czajko (jap. チャイコ)
Podeszły członek Przystani. Przedstawia Tasuku utwory muzyczne Czajkowskiego (m.in. I Symfonia "Zimowe Marzenia").
Shuji Misora (jap. 美空 秋治 Misora Shūji)
Uczeń szóstej klasy, który woli prezentować się jako dziewczyna, gdy jest w Przystani. Nie jest pewny swojej tożsamości płciowej i kwestionuje ją podczas akcji mangi. Mieszka z mamą, babcią i dwiema starszymi siostrami.

## Publikacja
Nasze marzenia o zmierzchu po raz pierwszy wychodziło w odcinkach w magazynie „Hibana” wydawnictwa Shōgakukan, premiera miała miejsce w inauguracyjnym numerze z kwietnia 2015 roku (wydanym 6 marca). Kiedy magazyn zaprzestał publikacji 7 sierpnia 2017, seria została przeniesiona do aplikacji Manga One firmy Shōgakukan; tam trwała aż do zakończenia w dniu 23 maja 2018. Shōgakukan zebrało 23 rozdziały w czterech tankōbonach pod imprintem Big Comics Special; tom pierwszy ukazał się 11 grudnia 2015, a czwarty tom 19 lipca 2018.  
Manga jest również licencjonowana przez Ediciones Tomodomo w Hiszpanii, J-Pop- Manga we Włoszech, Akata we Francji, Carlsen w Niemczech i Seven Seas w Stanach Zjednoczonych.

## Odbiór
W swojej recenzji mangi Erica Friedman, założycielka Yuriconu, opisała comingoutową narrację serii jako „kluczową dla homoseksualnej japońskiej młodzieży”. Rachel Thorn, profesor nadzwyczajna na Wydziale Mangi Uniwersytetu Seika w Kioto, opisała serię jako „realistyczny obraz rzeczywistości dla wielu osób LGBT w Japonii”. Beatrice Viri z CBR pochwaliła komiks za eksplorację motywów LGBTQ i nazwała go „piękną, metaforyczną sztuką i szczerą historią, która pozostawia trwały wpływ”.
14 sierpnia 2019 seria została nominowana do nagrody Harveya w kategorii „najlepsza manga” za rok 2019.
Japan Media Arts Festival wybrało Nasze marzenia o zmierzchu na swoją internetową wystawę w 2020 roku „Manga, różnorodność i inkluzja”, wybór „pięciu wybitnych dzieł, które poruszają kwestie różnorodności i inkluzywności”.